# Dedworth
Dedworth – wieś (część miasta Windsor) w Anglii, w hrabstwie ceremonialnym Berkshire, w dystrykcie (unitary authority) Windsor and Maidenhead. Leży 23 km na wschód od centrum miasta Reading i 37 km na zachód od centrum Londynu.